# بی‌بی
بی‌بی عنوانی محترمانه در فرهنگ ایرانی است که برای نام بردن زنان مقدس و محترم به کار می‌رود. این واژه همواره برای زنان متشخص، سیده، زنان صاحب احترام و غالباً سالخورده استفاده می‌شود. از این واژه بیشتر برای خطاب کردن مادربزرگ و جده و خواهر بزرگتر استفاده می‌شود.

## اصطلاح و لغت
بی‌بی در لغت به معنای خاتون خانه و زن نیکو دانسته شده‌است و در اصطلاح، عنوانی محترمانه برای نام بردن از زنان مقدس و محترم است؛ این واژه در فرهنگ عامه مردم، نسبتی محترمانه است که معمولا خطاب به مادربزرگ یا جده و در برخی نواحی خطاب به عمه استفاده می‌شود. همچنین این واژه برای نام بردن از زنان دین‌دار و به ویژه سالمند یا سیده نیز کاربرد دارد. در ادبیات و فرهنگ ایرانی، این واژه گاهی از بابت احترام به نام شخصیت‌های مذهبی اضافه می‌شود، از جمله آنها، بی‌بی فاطمه، بی‌بی زینب، بی‌بی معصومه، بی‌بی رقیه و حتی در مواردی، بی‌بی مریم می‌توان یاد کرد. در این میان از دختر حسن بن کیخسرو در یزد با نام بی‌بی عایشه ملکه خاتون نیز یاد می‌شود.

## در فرهنگ ایرانی
در میان قصه‌های ایرانی نیز شخصیت‌های موسوم به بی‌بی غالباً شخصیت‌هایی پرقدرت هستند. در مناطق مختلفی از ایران، زیارت‌گاه‌های بسیاری وجود دارد که با عنوان بی‌بی شهره هستند. بی‌بی شهربانو در شهر ری تهران، معروف‌ترین زیارت‌گاه‌ها از این دست است. از دیگر زیارت‌گاه‌هایی که در ایران با عنوان بی‌بی شهره هستند، می‌توان به مواردی همچون: بی‌بی بارگاه و بی‌بی حیات در رفسنجان، بی‌بی یان در قصرشیرین، بی‌بی حکیمه و بی‌بی دختران در کازرون، بی‌بی خاتون در بوشهر و بهبهان،بی بی مدینه السادات صادقی فرزند آسید مصطفی و همسر جاوید نام کربلایی حبیب خواجه احمدی آرمیده در جوار شاهزاده محمد قریه شهبازخانی واقع در بلوک خشت در جنوب غربی فارس؛ بی‌بی دوست در زابل، بی‌بی کلا (قلعهٔ بی‌بی) در قائم‌شهر (شاهی)، بی‌بی حکیمه در جزیرهٔ خارک، بی‌بی نور و حور در گرگان،  بی بی‌مهلت در جوار روستای بناف و کمارج شهرستان کازرون ؛بی خاتون در نطنز، امامزاده بی‌بی دختران در لار، بی‌بی هور در جهرم، بی‌بی رقیه در آمل، بی‌بی حلیمه در گنبدکاووس و گورستانی در شیراز به نام بی‌بی دختران اشاره کرد. اما این تنها عنوان بی‌بی نیست که این زیارتگاه‌ها بدان موسوم‌اند. بلکه در مواردی به قدمگاه‌ها، مکان‌های مقدس و حتی اشیاء همچون درخت و آتشدان نیز عنوان بی‌بی برای احترام به آنها داده شده‌است. همچون درختی که به بی‌بی فاطمه منسوب است و قدمگاهی که به بی‌بی زهرا یا قدمگاهی با عنوان پیر بی‌بی.
آورده‌اند که سامی‌های هندوی سواحل خلیج فارس، بت خود را بی‌بی نور می‌نامیدند. این بت، تندیس بانوی کوچکی بوده‌است. در این خصوص گزارش شده‌است که بی‌بی در این نواحی به عنوان یک عنوان افتخاری و بدون هیچ تمایزی، بر خانم‌ها، قدیسه‌های آسمانی و خانم‌های متشخص گفته می‌شد.
در میان عشایر ایران، بی‌بی‌ها همیشه از تقدس ویژه‌ای برخوردارند. در امثال و حکم عشایر سیرجان نیز واژهٔ بی‌بی، نشان از جایگاه والای او دارد. در میان عشایر بویراحمدی، سوگند به بی‌بی حکیمه (در اطراف دوگنبدان)، بی‌بی رشته (در نزدیکی چرام)، بی‌بی زبیده خاتون (در بهبهان)، و خواهران بی‌بی حکیمه، از سوگندهای رایج میان افراد است.